# Contai
Contai (o Kanthi, en bengalí: কাঁথি ) es una ciudad de la India, en el distrito de Midnapore oriental, estado de Bengala Occidental.

## Geografía
Se encuentra a una altitud de 13 m s. n. m. a 147 km de la capital estatal, Calcuta, en la zona horaria UTC +5:30.

## Demografía
Según estimación 2010 contaba con una población de 104 626 habitantes.